# علي حسن البلادي
علي بن حسن بن علي بن سليمان البلادي (1274 هـ - 1340 هـ). رجل دين وفقيه ومؤرِّخ شيعي بحراني كما أنه أديب وشاعر وعارفٌ بعلوم اللغة العربية.
عاش في فترة شهدت فيها البحرين اضطرابات عديدة دفع الكثير من أهلها للهجرة منها وكانت القطيف من أبرز البلدان التي هاجر إليها البحارنة بسبب قربها جغرافيًا وتشابه المذهب والعادات والتقاليد، وكان البلادي واحدا من الذين هاجروا إلى القطيف.
اشتهر بتأليفه كتاب أنوار البدرين ومطلع النيرين في تراجم علماء القطيف والأحساء والبحرين الذي ساهم في توثيق سِيَرْ الكثير من علماء الشيعة في القطيف والأحساء والبحرين؛ وخصوصًا الذين كانوا في زمانه والذين سبقوه.

## سيرته
نقل أنّ ولادته كانت سنة 1274 هـ في قرية البلاد القديم في شمال البحرين، وقد توفي والده سنة 1281 هـ في رابغ حيث كان ذاهباً للحج وزيارة المدينة المنورة وقد هاجر مع والدته سنة 1284 هـ إلى القطيف حيث تعرضت البحرين آنذاك لبعض الأحداث قُتل فيها حاكم البحرين علي بن خليفة وهاجر في تلك الفترة العديد من البحارنة إلى البلدان المجاورة.
وكان أحمد آل طعان قد جاء مسبقاً من البحرين إلى القطيف مع أسرته فاستقبل البلادي ووالدته، وقد توّفيت والدته بعد سنتين من ذلك فكان يتيم الأب والأم، وكان آل طعّان أستاذاً له كذلك حيث ابتدأ البلادي عنده دراسة العلوم الدينة وبالتحديد في النحو والصرف والمعاني والبيان والتوحيد والفقه.
ثم رحل إلى النجف لإكمال الدراسة الحوزوية، فدرس هناك عند: محمد حسين الكاظمي، ومحمد طه نجف، ومرتضى مهدي الكشميري النجفي،(2) ومحمود ذهب النجفي، وحسن بن مطر الجزائري.

## مكانته الاجتماعية
كان مطاعاً في قومه مهاباً عند كافة أهل بلاده محترماً عزيزاً يرون فيه الحجة الورع والزعيم المصلح يأتمرون بأوامره وينكصون عن ارتكاب ما نهى عنه إذ عرفوه عالماً ربانياً لا يغضب إلا لله ولا يأمر إلا بما أمر الله ولا ينهى إلا عما نهى الله عنه، يمتاز من بين أقرانه بسعة الحلم و قوة الذاكرة و رجاحة العقل و عظم المخافة لله تعالى والفرق منه و التقوى له حتى حبست الوقوفات عليه وعلى ذريته من كافة الطبقات.

## حياته الأدبية
الشيخ علي أديب وشاعر من الطراز القديم فمن نظر في خطبه ومقدماته لمؤلفاته وتعليقاته عليها وعلى سائر الكتب وجدها كما ذكرنا ولكن رغم ذلك فالقارئ يجد في قراءتها متعة ولباقة، والمستمع إلى خطبه العيدية يأخذه وقع لفظها ويسيطر عليه ما احتوت عليه من غرر الدر المنثور، وبما فيها من تشويق للإقبال على الآخرة وتخويف من التعرض للدنيا، وأمر بأداء الواجبات ونهي عن ارتكاب المحرمات، أما شعره فلم يكن فيه ثمة تجدد عن شعر أهل القرن الماضي ولكن يمتاز بتأثيره العظيم سيما في الرثائيات،
وقد وقف حياته الأدبية على خدمة أهل البيت عليهم السلام ومدائحهم و مراثيهمِِ، ولم يتعرض لسواهم إلا قليلاً.

## مؤلفاته
| - أنوار البدرين ومطلع النيرين في تراجم علماء القطيف والأحساء والبحرين. موسوعة يذكر فيها تراجم وسير لعدد كبير من رجال الدين الشيعة الإثني عشريَّة في القطيف والأحساء والبحرين، وتعد من أهم الموسوعات التي ترصد وتترجم لرجال الدين الشيعة في منطقة الخليج. - جواهر النظوم في معرفة المهيمن القيوم. - زواهر الزواجر في معرفة الكبائر. - جامعة الأبواب لمن هم لله خير باب. - جنات تجري من تحتها الأنهار. | - جامعة البيان في رجعة صاحب الزمان. - رياض الأتقياء الورعين في شرح الأربعين وخاتمة الأربعين. - الجواهر العزيزة في جواب المسألة الوجيزة. - الحق الواضح في أحوال العبد الصالح. رسالة كتب فيها عن سيرة أحمد آل طعان (أستاذه ووالد زوجته)، وجديرٌ بالذكر أنه ضَمَّنَ كتابه أنوار البدرين ترجمة لأحمد آل طعان؛ إلّا أنه أفرد ترجمة مستقلة له في هذا الكتاب ويعني بعنوانه العبد الصالح هو أحمد آل طعان نفسه. |

## وفاته
تُوفيّ ليلة الحادي عشر من شهر جمادى الأولى 1340 هـ لمرض لازمه مدة، فكان صباح وفاته يوماً مشهوداً حيث زحفت في القطيف من أقصاها إلى أدناها نحو عاصمتها القلعة، وخصوصاً أهل قريته القديح فقد خرجوا إلى القلعة نساءً ورجالاً كباراً وصغاراً شيباً وشباناً حتى الأطفال يتقدمهم موكب العزاء واللطم و هم بين الآهات والحسرات كأنهم سكارى وما هم بسكارى ولكن المصاب شديد، والخطب فادح، ويحدثنا بعض من شاهد تشييعه بأنه حتى الآن لم يجر تشييع لأحد من تلك الأطراف كالتشييع الذي جرى له
هذا ولم يقتصر وقع المصاب على القطيف فحسب بل سرى ذلك إلى أغلب الأنحاء كالبحرين والإحساء قد لبستا أبراد الحزن و رفعتا أعلام الخطب وطفق شاعر الإحساء الفذ وبلبلها الغريد الشيخ عبد الكريم الممتن يؤبنه ويرثيه و يؤرخ وفاته بقوله:
بدر السماء لما اختفى *** دجا بأفق الحق ديجور
فانبجست عيني دماعندما *** أرخته (غاب لنا نور)
و أبنه من أهل القطيف صاحب الفضيلة الشيخ فرج الله آل عمران الخطي بمقطوعة حسنة قال أيده الله:
لم أدر أي الراسخين به سرى *** نعش أرضوي أم علي به سرى
عجباً له كيف استطاع لحمل من *** في صدره علم الوصي تصدرا
لو كان عرش الله هذا النعش أم *** لأب الحسين علي أضحى منبرا
قد أوحش الدنيا علي إذ مضى *** منها للعلماء أشجى كدرا
وبه تباشرت الجنان وأهلها *** لما بها ألقي علي عصى السري
ولنا أبان مؤرخوه بأنه *** ما زال فيها باسمها مستبشرا

## الهوامش
- 1 - يقول البلادي ناقلاً قصة هجرته إلى القطيف: ”حتى وقعت الواقعة العظيمة على بلادنا البحرين سنة 1284 هـ التي قتل فيها حاكمها (علي بن خليفة) وغيره فتفرقت أهلها في الأقطار وتشتتوا في الديار فكنت ممن رمته مناجيق الأقضية والأقدار وقذفته نون الآونة والأخطار في بلاد القطيف مع الوالدة المقدسة“.[4]
- 2 - حصل البلادي من أستاذه الكشميري على إجازة رواية لم يحصل عليها من غيره لأنّه علل ذلك بأنّه لم يطلب أي إجازات من أساتذته فيما الكشميري أصدرها من نفسه فيقول: ”ولم أطلب إجازة من أحد منهم حياء وبعدا عن الاتهام بالأغراض الدنيوية الباطلة الدنية سوى أن سيدنا الجليل التقي الزاهد الأورع النقي السيد مرتضى الكشميري ابتدأني بالإجازة“.[5]